# Gastrancistrus
Gastrancistrus is een geslacht van vliesvleugeligen uit de familie Pteromalidae. De wetenschappelijke naam van dit geslacht is voor het eerst geldig gepubliceerd in 1833 door Westwood.

## Soorten
Het geslacht Gastrancistrus omvat de volgende soorten:
- Gastrancistrus abnormicolor (Girault, 1917)
- Gastrancistrus acontes Walker, 1840
- Gastrancistrus acutus Walker, 1834
- Gastrancistrus aeneicornis (Girault, 1917)
- Gastrancistrus aequus Graham, 1969
- Gastrancistrus affinis Graham, 1969
- Gastrancistrus agarwali Jamal Ahmad, 1995
- Gastrancistrus albicornis (Girault, 1913)
- Gastrancistrus albipes (Girault & Dodd, 1915)
- Gastrancistrus alectus Walker, 1848
- Gastrancistrus amabilis (Girault & Dodd, 1915)
- Gastrancistrus amaboeus Walker, 1848
- Gastrancistrus americana (Ashmead, 1904)
- Gastrancistrus americensis (Girault, 1917)
- Gastrancistrus aphidis (Girault, 1917)
- Gastrancistrus aphidum (Ratzeburg, 1848)
- Gastrancistrus arboris (Girault, 1922)
- Gastrancistrus ater (Nees, 1834)
- Gastrancistrus atropurpureus Walker, 1834
- Gastrancistrus aureipes (Girault, 1917)
- Gastrancistrus autumnalis (Walker, 1834)
- Gastrancistrus bengalicus Narendran, 2001
- Gastrancistrus biguttatipennis (Girault, 1917)
- Gastrancistrus bremiolovorus Dzhanokmen, 1995
- Gastrancistrus brevicauda (De Santis, 1968)
- Gastrancistrus cherryi Boucek, 1986
- Gastrancistrus citripes (Thomson, 1876)
- Gastrancistrus clavatus (Thomson, 1876)
- Gastrancistrus clavellatus Graham, 1969
- Gastrancistrus clavicornis (Girault, 1917)
- Gastrancistrus claviger Förster, 1861
- Gastrancistrus coactus Graham, 1969
- Gastrancistrus compressus Walker, 1834
- Gastrancistrus coniferae Graham, 1969
- Gastrancistrus consors Graham, 1969
- Gastrancistrus coxalis (Thomson, 1876)
- Gastrancistrus crassus Walker, 1834
- Gastrancistrus cupreus Graham, 1969
- Gastrancistrus dehradunensis Jamal Ahmad & Ahmad, 1997
- Gastrancistrus discoloripes (Girault, 1917)
- Gastrancistrus dispar Graham, 1969
- Gastrancistrus ephedrae Dzhanokmen, 1994
- Gastrancistrus epulo (Walker, 1839)
- Gastrancistrus erythropus Förster, 1861
- Gastrancistrus eumarylandensis Özdikmen, 2011
- Gastrancistrus flavicornis (Walker, 1834)
- Gastrancistrus flavipes (Ashmead, 1886)
- Gastrancistrus flora (Girault, 1917)
- Gastrancistrus floriola (Dodd & Girault, 1915)
- Gastrancistrus fulginas Walker, 1839
- Gastrancistrus fulvicornis (Walker, 1874)
- Gastrancistrus fulvicoxis Graham, 1969
- Gastrancistrus fulviventris Askew, 1994
- Gastrancistrus fumipennis Walker, 1834
- Gastrancistrus fuscicornis Walker, 1834
- Gastrancistrus galii Dzhanokmen, 1994
- Gastrancistrus gargantua (Girault, 1917)
- Gastrancistrus giraulti (Gahan & Fagan, 1923)
- Gastrancistrus glabellus (Nees, 1834)
- Gastrancistrus hakonensis (Ashmead, 1904)
- Gastrancistrus hamillus Walker, 1848
- Gastrancistrus hemigaster Graham, 1969
- Gastrancistrus herbicola Dzhanokmen, 1995
- Gastrancistrus hillmeadia (Girault, 1917)
- Gastrancistrus hirtulus Graham, 1969
- Gastrancistrus indivisus Graham, 1969
- Gastrancistrus karatavicus Dzhanokmen, 1995
- Gastrancistrus keatsi (Girault, 1917)
- Gastrancistrus laticeps Graham, 1969
- Gastrancistrus laticornis Walker, 1834
- Gastrancistrus latifrons (Thomson, 1876)
- Gastrancistrus lativentris Graham, 1969
- Gastrancistrus longigena Graham, 1969
- Gastrancistrus longiventris Dzhanokmen, 1994
- Gastrancistrus marilandicus (Girault, 1916)
- Gastrancistrus marylandensis (Girault, 1916)
- Gastrancistrus menaetes (Walker, 1839)
- Gastrancistrus metallicus (Ashmead, 1888)
- Gastrancistrus muneswari Yadav, 1978
- Gastrancistrus nigriclavus (Girault, 1917)
- Gastrancistrus nigricyaneus (Girault, 1915)
- Gastrancistrus nigripes (Girault, 1913)
- Gastrancistrus notaulius Narendran & van Harten, 2007
- Gastrancistrus oblongus (Provancher, 1881)
- Gastrancistrus obscurellus Walker, 1834
- Gastrancistrus oporinus Graham, 1969
- Gastrancistrus ornatus Askew, 1994
- Gastrancistrus oxytropicola Dzhanokmen, 1995
- Gastrancistrus pallipes (Dufour, 1846)
- Gastrancistrus pantnagarensis Gupta & Khan, 2007
- Gastrancistrus picipes (Nees, 1834)
- Gastrancistrus piricola (Marchal, 1907)
- Gastrancistrus platensis (De Santis, 1968)
- Gastrancistrus plectroniae (Risbec, 1960)
- Gastrancistrus polles Walker, 1843
- Gastrancistrus poloni (Girault, 1917)
- Gastrancistrus praecox Graham, 1969
- Gastrancistrus psapho (Walker, 1839)
- Gastrancistrus pseudocitripes Özdikmen, 2011
- Gastrancistrus punctatiscutum (Girault, 1922)
- Gastrancistrus puncticollis (Thomson, 1876)
- Gastrancistrus pusztensis (Erdös, 1946)
- Gastrancistrus quadridentatus (Girault, 1937)
- Gastrancistrus refulgens Förster, 1861
- Gastrancistrus robertsoni Girault, 1915
- Gastrancistrus robinaecola (Ashmead, 1894)
- Gastrancistrus rosularum (Ratzeburg, 1852)
- Gastrancistrus rumicis Dzhanokmen, 1994
- Gastrancistrus salicis (Nees, 1834)
- Gastrancistrus sambus (Walker, 1839)
- Gastrancistrus silenes Dzhanokmen, 1994
- Gastrancistrus solitarius (Ashmead, 1894)
- Gastrancistrus speculifer Förster, 1861
- Gastrancistrus subpunctatus Förster, 1861
- Gastrancistrus subsolana (Girault, 1915)
- Gastrancistrus sugitama Yoshida & Hirashima, 1979
- Gastrancistrus sugonjaevi Dzhanokmen, 1995
- Gastrancistrus tenebricosus Walker, 1834
- Gastrancistrus tenuicornis Walker, 1834
- Gastrancistrus terebrator (De Santis, 1968)
- Gastrancistrus terminalis Walker, 1834
- Gastrancistrus torymiformis (Ratzeburg, 1852)
- Gastrancistrus transilensis Dzhanokmen, 1995
- Gastrancistrus triandrae Graham, 1969
- Gastrancistrus undulatus (Ratzeburg, 1852)
- Gastrancistrus unfasciatus (Girault, 1915)
- Gastrancistrus ungutta (Girault, 1916)
- Gastrancistrus unicolor Walker, 1834
- Gastrancistrus unimacula (Girault, 1929)
- Gastrancistrus vagans Westwood, 1833
- Gastrancistrus venustus Graham, 1969
- Gastrancistrus vernalis Graham, 1969
- Gastrancistrus viridis Walker, 1834
- Gastrancistrus vulgaris Walker, 1834
- Gastrancistrus xanthogaster Dzhanokmen, 1982
- Gastrancistrus xylophagorum (Ratzeburg, 1848)